# イッサイガッサイ I LOVE YOU
「イッサイガッサイ I LOVE YOU」（いっさいがっさいあいらぶゆー）は、2024年11月27日に発売された風男塾の35thシングル。

## 概要
メンバーは、柚希関汰、英城凛空、葉崎アラン、天堂太陽、胡桃沢鼓太郎、凰紫丈源、赤星良宗。

## 収録曲
テイチクレコード公式サイト内の紹介ページによる。

### 初回限定盤A
［CD］
1. イッサイガッサイ I LOVE YOU
  - 作詞・作曲：大沢圭一　/ 編曲：片平翔大
2. ツナガルスキマ
  - 作詞：山崎真吾（SUPA LOVE）　/ 作曲・編曲：金崎真士（SUPA LOVE）
3. おやすみフロート
  - 作詞・作曲・編曲：成田忍

［DVD］
「イッサイガッサイ I LOVE YOU」MUSIC VIDEO

「イッサイガッサイ I LOVE YOU」MUSIC VIDEO メイキング

### 初回限定盤B
［CD］
1. イッサイガッサイ I LOVE YOU
2. ツナガルスキマ
3. おやすみフロート

［DVD］
特典映像「景品をGET！するのは俺だ!!驚安の殿堂でギリギリ高額商品買い物バトル!!」

### 通常盤
［CD］
1. イッサイガッサイ I LOVE YOU
2. ツナガルスキマ
3. おやすみフロート
4. イッサイガッサイ I LOVE YOU（Instrumental）
5. ツナガルスキマ（Instrumental）
6. おやすみフロート（Instrumental）

［封入特典］
ランダムトレーディングカード（全7種）